# ولسوالی یحیی‌خیل
یحیی‌خیل یکی از ولسوالیهای ولایت پکتیکا در جنوب خاوری افغانستان است  با جمعیت نزدیک به ۳۰۱۶۱ نفر.

## منبع‌ها
- مشارکت‌کنندگان ویکی‌پدیا. «Paktika Province». در دانشنامهٔ ویکی‌پدیای انگلیسی، بازبینی‌شده در ۴ اسفند ۱۳۹۰ خورشیدی.